# Dla ciebie śpiewa Irena Santor
Dla ciebie śpiewa Irena Santor – dziewiąty album studyjny Ireny Santor wydany w 1970 roku nakładem wytwórni Polskie Nagrania. W 2018 płyta miała swoją premierę w serwisach streamingowych.

## Lista utworów
Strona a:
1. Kamienne schodki (Janusz Kępski - Józef Lewiński)
2. Jaka szkoda, że nie wcześniej (Jerzy Woy-Wojciechowski - Aleksander Kamil, Andrzej Dołęgowski)
3. Tobie nic do tego (Ryszard Sielicki - Zbigniew Stawecki)
4. Nie powinnam wierzyć (Wojciech Piętowski - Jacek Korczakowski)
5. Gdy nadejdzie taki czas (Wanda Żukowska - Zbigniew Stawecki)
6. Sen z ulicy Hożej (Władysław Słowiński - Jacek Sułkowski)

Strona b:
1. Nie mów mi sentymentalnych słów (Wojciech Piętowski - Janusz Odrowąż)
2. Co jutro nam przyniesie (Petre Romea - Zbigniew Stawecki)
3. Zaczekajmy z tą miłością (Jacek Szczygieł - Zbigniew Stawecki)
4. Zabierz Cyganowi skrzypce (Stefan Rembowski - Jerzy Miller)
5. Kud plovi ovaj brod (Esad Arnautalić - Krste Juras)
6. Nie szukaj miłości (Włodzimierz Kruszyński, Adam Skorupka - Kazimierz Winkler)

## Charakterystyka albumu
Płyta Dla ciebie śpiewa Irena Santor... została wydana w 1970 roku przez wytwórnię Polskie Nagrania i zawierała nagrania Ireny Santor z przełomu 1969 i 1970 roku. Album został nagrany przy współpracy z Orkiestrą Leszka Bogdanowicza, oraz Zespołem Wokalnym Partita. Jego wydania nie poprzedzono żadnymi singlami, lecz popularność zdobyła piosenka Kamienne schodki. W 1999 natomiast część piosenek z płyty została wznowiona w ramach dziesiątej z dwunastu wspomnieniowych płyt Ireny Santor w ramach serii płyt Moje piosenki. W 2018 krążek doczekał się pełnej publikacji w serwisach streamingowych.

## Ciekawostki
Piosenki nagrane na płycie pt. Jaka szkoda, że nie wcześniej, oraz Nie powinnam wierzyć zostały nagrane na płyty również przez Danę Lerską (1966), oraz Katarzynę Bovery (1964). Drugą ciekawostką jest to, że płyta posiadała dwie wersje okładki. Jedną z fotografią artystki autorstwa Zofii Nasierowskiej na froncie okładki, natomiast drugą z fotografią autorstwa Władysława Pawelca.

## Muzycy
- Irena Santor – śpiew
- Zespół Wokalny Partita – chórki
- Orkiestra Leszka Bogdanowicza – akompaniament

## Realizatorzy
- Zdjęcie na okładce – Zofia Nasierowska / Władysław Pawelec
- Projekt okładki – Jolanta Karczewska
- Operator dźwięku – Halina Jastrzębska
- Reżyser nagrania – Wojciech Piętowski